# U Thuzana

Fahne der DKBA

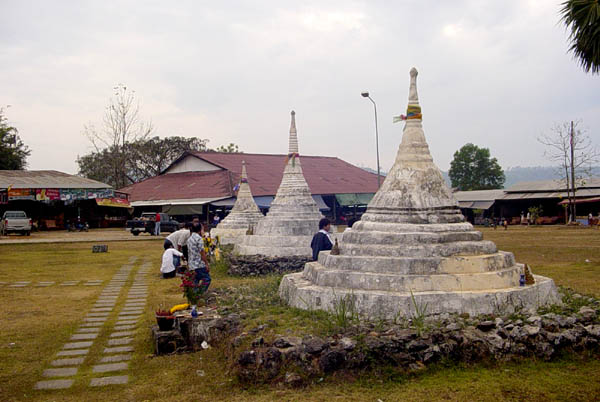
Pagoden am Drei Pagoden Pass im Grenzgebiet zwischen Thailand und Myanmar

U Thuzana (1. August 1948 – 18. Oktober 2018 in Bangkok) war ein Missionar und Mönch des Theravāda-Buddhismus in Myanmar, dem ehemaligen Burma. Bekannt wurde er als Gründer und Anführer der Democratic Karen Buddhist Army (DKBA), einer bewaffneten ethnischen Organisation im Karen-Staat.

## Leben
U Thuzana, ein Karen, wurde in einem Dorf in der Nähe von Myaing Gyi Ngu am Salween-Fluss als das achte von zwölf Kindern geboren. Sein ursprünglicher Name war Than Sein. Mit acht Jahren wurde er in eine Klosterschule aufgenommen. Nach seiner Grundschulausbildung besuchte er Klosterschulen im Mon-Staat. Dort erhielt er den Namen U Thuzana. Mit 17 Jahren verließ er die Glaubensgemeinschaft und kehrte zu seiner Familie zurück, weil sein Vater schwer erkrankt war. Er arbeitete auf dem Bauernhof der Familie, anschließend besuchte er die Grundausbildung der Karen National Liberation Army (KNLA) und wurde danach von der KNLA als Kurier eingesetzt. Nach dem Ende seiner Militärdienstzeit ordinierte er am 5. April 1968 als Mönch. Nach Studien in Mudon kehrte er 1972 in sein Heimatdorf zurück und begann Menschen in Meditation zu unterrichten. Er gründete in einem Wald (welcher ihm gehörte) in der Nähe seines Heimatdorfes ein kleines Kloster Myaing Gyi Ngu, welches sich zu einem Flüchtlingslager vertriebener buddhistischer Karen entwickelte. Myaing Gyi Ngu wurde zu einer Stadt und U Thuzana ihr Oberhaupt (Abt). 1975 wurde mit dem Bau einer großen buddhistischen Tempelanlage begonnen und immer mehr Anhänger folgten U Thuzana.
U Thuzana wollte eine Oase des Friedens schaffen, einen spirituellen Ort, an dem Prinzipien galten wie keine Gewalt – keine Politik – keine fremden Religionen. Seine Anhänger meinten, U Thuzana besitze übernatürliche Kräfte und sie tranken sein heiliges Wasser und rezitierten alte buddhistische Gebete. Auch gab er manchmal geheiligte Gewehrkugeln seinen Anhängern, welche sie vor Gefahren schützen sollten. Myaing Gyi Ngu umfasste 2.000 Haushalte mit zirka 10.000 Bewohnern. Die Tempelanlage glich einem Palast. Es gab Elektrizität, moderne Funkeinrichtungen und einen Fuhrpark mit geländegängigen Pickups und Lastwagen. Natürlich gefiel dies dem Militär der Zentralregierung, da die Gemeinde pazifistisch eingestellt war. Sie förderten die Bewegung, indem sie U Thuzana erlaubten, den Mitgliedern Passierscheine auszustellen, welche sie vor Übergriffen durch die Armee schützten. U Thuzana predigte. Würden im Karen-Staat 50 Pagoden errichtet werden, würde Frieden über die Karen kommen.
U Thuzana und seine Anhänger starteten 1992 im Karen-Staat eine großangelegte Kampagne und Missionsoffensive unter der primär christlichen Karen-Minderheit im Land. Überall im Land förderte er und seine Anhänger den Bau von kleinen Pagoden. Er nannte sich fortan Myainggyi-ngu Sayadaw. U Thuzana war auch Mitglied der Karen National Union KNU und setzte sich für eine stärkere Unabhängigkeit der Karen in Myanmar ein. Er ließ Hunderte von Pagoden im Grenzgebiet zwischen Thailand und Myanmar errichten, auch entlang des Salween und Moei Flusses und in Manerplaw dem Hauptquartier der KNLA. Die Pagoden wurden auf einem Hügel über dem Hauptquartier errichtet.
1994 kam es zum Streit zwischen und U Thuzana und Bo Mya, dem Oberbefehlshaber der KNLA. Dabei ging es um den Anstrich der in Manerplaw errichteten Pagoden. Pagoden in Myanmar sind traditionell weiß gestrichen, aber Bo Mya befürchtete, die auf einem Hügel befindlichen Pagoden von U Thuzana könnten den Truppen der Zentralregierung als Orientierung für ihre Artillerie und Luftangriffe dienen. Der genaue Standort von Manerplaw war geheim und nur Wenige kannten den genauen Standort und die Zugangswege durch die gelegten Minenfelder. Die Pagoden könnten der Armee als Orientierung bei einem Bodenangriff dienen. 
Mit der Zeit bildete sich ein Dorf von 800 bis 1.000 Menschen um die Pagoden auf dem Hügel oberhalb Manerplaw. U Thuzana predigte dort seine Prinzipien von Gewaltfreiheit und Veganismus. Auch hier sollte ein Ort der Meditation entstehen. Soldaten der KNLA waren unter den Bewohnern des Dorfes, und einige von diesen wollten die KNLA verlassen. Bo Mya schickte Truppen um für Ordnung zu sorgen. Die Truppen räumten das Dorf und dabei gab es Tote. Viele buddhistische Soldaten der KNLA meinten deshalb, ihre Religion würde von der KNU unterdrückt. Die KNU würde von Christen dominiert und die Fußsoldaten, welche primär Buddhisten waren, wären nur Kanonenfutter für die KNU und KNLA Eliten. U Thuzana tat wenig, die Situation zu beruhigen. Im Gegenteil, er forderte Frieden mit der Zentralregierung.
Nachdem der Streit zwischen den Anhängern von U Thuzana und Bo Mya eskaliert war, bot die Zentralregierung U Thuzana einen Deal an. Er und seine Anhänger könnten die Gebiete, welche sie von der KNU eroberten, autonom regieren, wenn sie sich zum Aufstand und Kampf gegen die KNU entschlössen. Die Anhänger U Thuzanas gingen auf das Geschäft mit der Zentralregierung 1994 ein und gründeten die Democratic Karen Buddhist Organisation DKBO am 21. Dezember 1994. Diese gründeten einen bewaffneten Arm, die DKBA, die aus buddhistischen Überläufern der KNLA bestand. Am 27. Januar 1995 konnte die Armee mithilfe der Mitglieder der DKBA das Hauptquartier der KNLA stürmen. Die DKBA kannte die Positionen der weitläufigen Minenfelder um das Hauptquartier und die Zugangswege durch den dichten Dschungel. Aus dem pazifistischen Mönch war ein einflussreicher Warlord geworden.
Die DKBO und DKBA konnte in der Folge große Gebiete der KNU zusammen mit der Armee unter ihre Kontrolle bringen. Die DKBA diente als Miliz des Militärs. Offiziell war U Thuzana Vorsitzender der DKBO und Oberbefehlshaber der DKBA. In den von der DKBA gehaltenen Gebieten galten dieselben strengen Regeln. Fleisch war verpönt, Christen welche sich nicht an die buddhistischen Regeln hielten, wurden zur Flucht gezwungen. Das Militär ließ sie gewähren und die DKBA unterstützte das Militär in seinen Kampagnen gegen die KNLA.
2010 zwang die Militärregierung die DKBA, sich dem Border Guard Force (BGF) Schemas anzuschließen. Die DKBA verlor damit ihre Unabhängigkeit und wurde danach von der Zentralregierung finanziert und ausgerüstet. U Thuzana trat von seinen Ämtern zurück, hatte aber weiterhin starken Einfluss auf die DKBO und Karen BGF. Ursprünglich war er als Gegner des BGF-Schemas bekannt. Soldaten welche sich nicht dem BGF-Programm anschließen wollten, gründeten daraufhin die Democratic Karen Benevolent Army kurz DKBA-5. U Thuzana hatte auch diese großen, zumindest spirituellen Einfluss auf die DKBA-5. Er starb 2018 in einem Krankenhaus in Bangkok. U Thuzana war für den größten Rückschlag der KNU verantwortlich gewesen, von der sich die Organisation lange nicht erholte.

## Einordnung
U Thuzana war für seine starken religiösen Einstellungen bekannt. Er war Vegetarier und zwang Personen in seiner Umgebung, dasselbe zu sein. Menschen konnten sich nur in Myaing Gyi Ngu niederlassen, wenn sie Vegetarier waren. Oftmals errichtete er seine Pagoden neben Gebäuden von anderen Religionen, also Kirchen und Moscheen. Manchmal ließ er bestehende Gotteshäuser abbrechen, um seine Pagoden zu errichten. Er war für seine Intoleranz gegenüber Andersgläubigen bekannt. Besonders gegen die Minderheit der Karen Muslem ging er vor. Seine Truppen überfielen Flüchtlingslager in Myanmar und Thailand und brannten sie nieder. Auch christliche Dörfer waren Ziel der DKBA. Andererseits half er vielen Flüchtlingen und war in Myanmar und Thailand unter Buddhisten beliebt und verehrt. U Thuzana war ein Karen-Nationalist, welcher einen starken buddhistischen Karen-Staat predigte.